# Edifício São Luís Gonzaga
O edifício em Dezembro de 2009.
O Edifício São Luís Gonzaga é um edifício da Avenida Paulista, em São Paulo, Brasil.
Foi erguido no terreno do centenário Colégio São Luís, ocupando quase uma quadra devido ao seu porte. Seu projeto arquitetônico foi concebido pelos  arquitetos Edison Musa e Jaci Hargreaves, da Edison Musa Arquitetos Associados, um dos grupos de projetistas brasileiros dedicados a imóveis comerciais de grande porte. 
Possui 101 metros de altura e 24 andares, sendo inaugurado em 2000.
Durante a construção deste edifício, a jovem Milena Modesto morreu, ao ser atingida pela queda de uma peça de um dos guindastes da obra enquanto caminhava pela calçada dos arredores.
|  |  |
|  |  |